# 石城镇 (崇阳县)
石城镇，是中华人民共和国湖北省咸寧市崇阳县下辖的一个乡镇级行政单位。

## 行政区划
石城镇下辖以下地区：
石城社区、黄龙村、石壁村、八一村、方一村、方山村、杨林村、西庄村、花园村、获洲村、桂口村、石下村、宝林村、石门村、新桥村、塔坳村、兴龙村、汉兴村、白骡村、虎爪村、神口村和长坪村。